# Паулу Ферраз
Па́улу Ферра́з (порт. Paulo Ferraz; 12 серпня 1974, м. Рондополіс, штат Мату-Гросу, Бразилія) — бразильський поет, видавець і перекладач.

## Біографія
Народився 1974 року у Рондополіс, штат Мату-Гросу, Бразилія. Закінчив університет Сан-Паулу, бакалавр права.
Продовжив освіту, вивчаючи літературну теорію, магістр бразильської літератури того самого університету. У 2009 році він повернувся сюди уже для вивчення історії. Перша книга Ферраза «Constatação do óbvio» (Виявлення очевидного) видана 1999 року. Через вісім років Пауло видає другу і третю книги — «Evidências pedestres» (Докази пішохода) і «De novo nada» (Нічого нового). Остання була адаптована для театру і перекладена іспанською. Впродовж 2001—2002 років друкувався в поетичному журналі «Себастьян», 2011-го впорядкував антологію «Сценарій бразильської поезії: 90 років». Віднедавна перекладає також мексиканських поетів.
У вересні 2011 року автор відвідав Україну, як гість Львівського міжнародного літературного фестивалю в рамках Форуму видавців у Львові.